# Вакуумные цветы
«Вакуумные цветы» (англ. Vacuum Flowers) — научно-фантастический роман американского писателя Майкла Суэнвика, опубликованный в 1987 году. Ранний пример жанра киберпанка, содержащий одно из самых ранних применений концепции человеческой личности и сознания как программного обеспечения (англ.).

## Сюжет
Главная героиня романа — Ребел Элизабет Мадларк (англ. Rebel Elizabeth Mudlark) — личность, искусственно созданная на основе тела умершей женщины и ставшая собственностью компании, которая намерена демонстрировать её на потеху публике. Она убегает, захватив тело Эвкразии Уолш (англ. Eucrasia Walsh), женщины, которая сдавала себя в аренду для тестирования программного обеспечения, использующего ресурсы человеческого мозга. Избавившись от контроля компании, ранее нераскрывшаяся личность Эвкразии начинает самоутверждаться в обществе.
Мадларк переживает серию приключений по всей широко колонизированной Солнечной системе. Сначала она попадает в контейнерный мир, вращающийся вокруг Солнца по троянской орбите, где занимается прополкой сорных вакуумных цветов — плодов местной биоинженерии, растущих с наружной стороны контейнеров. Её программа не содержит большинства её жизненных воспоминаний, и для того чтобы выжить, ей постоянно требуются советы встречаемых ею незнакомцев, хотя она не может доверять ни одному из них. Ребел встречает и влюбляется в Уайета — бригадира, личность которого была перепрограммирована в команду из четырёх взаимосвязанных персон. Вместе они образуют непростой союз с компанией Comprise, коллективным сознанием, которое управляет Землёй, и сталкиваются с жителями дайсоновских миров, которые живут на генетически спроектированных искусственных кометах (деревьях Дайсона).